# میرنا ونسترا
میرنا ونسترا (انگلیسی: Myrna Veenstra؛ زادهٔ ۴ مارس ۱۹۷۵) ورزشکار هاکی روی چمن اهل پادشاهی هلند است.
وی در مسابقات کشوری و بین‌المللی در مجموع برندهٔ ۲ مدال طلا، ۱ مدال نقره، ۲ مدال برنز شده‌است.